# Чернооки
Чернооки (болг. Чернооки) — село в Болгарии. Находится в Кырджалийской области, входит в общину Крумовград. Население составляет 69 человек.

## Политическая ситуация
В местном кметстве Чернооки, в состав которого входит Чернооки, должность кмета (старосты) исполняет Сабри Алиосман Осман (Движение за права и свободы (ДПС)) по результатам выборов правления кметства.
Кмет (мэр) общины Крумовград — Себихан Керим Мехмед (Движение за права и свободы (ДПС)) по результатам выборов в правление общины.